# Stian Jenssen
Stian Jenssen (* 11. April 1978) ist ein norwegischer Ministerialbeamter. Von 2017 bis 2024 war er Büroleiter des Generalsekretärs und „rechte Hand“ von Jens Stoltenberg (in den Medien oft fälschlicherweise als „Chef des Stabes“ bezeichnet).

## Akademische Ausbildung
Jenssen hat einen Bachelor of Science (with Honors) in International Relations an der London School of Economics and Political Science sowie einen Master of Arts in International Politics and Security Studies und einen Master of Philosophy an der University of Bradford absolviert.

## Karriere
Nach Studienzeit und Wehrpflicht wurde Jenssen von 2007 bis 2010 Berater in der Abteilung für Sicherheitspolitik des norwegischen Verteidigungsministeriums. 2010 wechselte er in die norwegische Delegation bei der NATO. 2012 wurde er im Zuge dieser Beschäftigung vom damaligen NATO-Generalsekretär Anders Fogh Rasmussen ins Büro des Generalsekretärs geholt. 
Zwischen 2014 und 2016 saß er auf dem Posten des Privatsekretärs des NATO-Generalsekretärs Jens Stoltenberg, hatte anschließend den Posten eines „Leiters für Politische Planung“ inne und war von 2017 bis zum Ende von Stoltenbergs Amtszeit 2024 Büroleiter des Generalsekretärs. Ab dem Amtsantritt von Generalsekretär Jens Stoltenberg konnte er als dessen „rechte Hand“ betrachtet werden und hatte als solche Verantwortung einerseits für das Management der 1200 internationalen Mitarbeiter, andererseits auch für die Ausarbeitung von NATO-Politik.

## Trivia
Jenssen erregte international Aufsehen, als er bei einer Podiumsdiskussion den Vorschlag vorbrachte, die Ukraine könne im Gegenzug für Gebietsabgaben, beispielsweise die Halbinsel Krim, in die NATO aufgenommen werden. Die Ukraine bezeichnete diesen Vorschlag als 
„absolut inakzeptabel“.

## Auszeichnungen (Auswahl)
- Kommandeur I. Klasse des Nordstern-Ordens (2024)[8]